# Protein C
Protein C er et protein som i mennesker bliver kodet af PROC-genet. Protein C er en væsentlig fysiologisk antikoagulant. Det er et vitamin K-afhængigt serinproteaseenzym som bliver aktiveret af thrombin til aktiveret protein C (APC). 